# Mainz-Ebersheim
Pour l’article homonyme, voir Ebersheim.
Ebersheim est un district local (Ortsbezirk) de la ville de Mayence en Allemagne, au sud de l'agglomération.

## Géographie
| Klein-Winternheim | Mainz-Hechtsheim | Bodenheim        |
| Ober-Olm          | Ebersheim        | Gau-Bischofsheim |
| Nieder-Olm        | Zornheim         | Mommenheim       |